# Konklava
Konklava (lat. conclave - soba koja se može zaključati) je vijećanje kardinala koje se sastaje radi izbora pape. Pojam označava i zatvorene prostorije u kojima se provodi taj izbor.
Aktualna konklava je Papinska konklava 2025.

## Izbori pape kroz povijest
Za razliku od svih ostalih papa, prvoga papu svetog Petra izabrao je sam Isus Krist da predvodi crkvu. Prema nekim povjesničarima, sv. Petar bio je i taj koji je utemeljio i kršćansko vijeće grada Rima u koji je ulazilo 24 svećenika i đakona. To vijeće je izabralo i Petrova nasljednika – Lina (67. – 79.). Petar je završio kao žrtva Neronovih progona kršćana 67. godine. U njegovu čast, nitko se od papa nije nazvao po Petru.
Prema nekim zapisima, prvi su pape, sve do pape Bonifacija II. (530. – 532.), birali sami svoje nasljednike. U početku se nisu birale vođe čitave Crkve, nego samo rimski biskup kojega su birali samo iz redova svećenika i vjernika Rima. To je bio običaj sve dok rimski car Konstantin I. Veliki nije priznao kršćanstvo za državnu religiju Rimskog Carstva. Otada se i carevi počinju miješati u izbor pape. Najpoznatiji slučaj je izbor pape Bonifacija I. 418. godine. Nakon pada zapadnog Rimskog Carstva, najsnažniji vladar tog razdoblja bio je Teodorik Veliki koji je utjecao na izbor pape. Nakon slabljenja moći Ostrogota, utjecaj u izboru pape je imao Carigrad. Bizantski su carevi sebi pridržali pravo potvrde izabranog pape. Taj način izbora održao se sve do pape Benedikta II. (684. – 685.), iako su i poslije, u srednjem vijeku, moćni vladari u mnogome utjecali na izbor ili čak postavljali pape. Tako je, primjerice, Karlo Veliki postavio papu Hadrijana I. (772. – 795.)
Papa Bonifacije III. (607.) uvodi pravilo da se izbornici smiju sastati za izbor novog pape tek tri dana nakon pokopa starog pape. A na sinodi 769. godine izglasano je da papa može biti samo svećenik ili đakon, a laicima je zabranjeno sudjelovanje u izboru. To je pravilo prouzročilo veliko negodovanje pa je papa Nikola I. Veliki (857. – 867.) 862. godine vratio pravo sudjelovanja u izboru rimskim vlastelinima.
Za najveću promjenu u načinu izbora pape tog razdoblja zaslužan je papa Nikola II. (1058. – 1061.), koji je odredio da prilikom izbora novog pape kardinali moraju najprije odlučiti o mogućim kandidatima. On je donio odluku da se izbori mogu održati bilo gdje, ako to nije moguće u Rimu.
Na 10. ekumenskoj sinodi 1139. godine, za cjelokupni izbor pape ovlašteni su isključivo kardinali, a tijekom pontifikata pape Aleksandra III. odlučeno je da se novi papa bira dvotrećinskom većinom. Zato što kardinali nisu mogli postići dvotrećinsku većinu, Crkva u 13. stoljeću bila je dvije godine i devet mjeseci bez pape. Kako se to više ne bi dogodilo, na sinodi u Lyonu je odlučeno da se izbornici moraju sastati nakon deset dana od smrti prethodnog pape i to u gradu gdje je ovaj umro. Osim toga odlučeno je da kardinali ne smiju imati dodira s vanjskim svijetom tijekom izbora pape. Te odluke smatraju se i začetkom konklave tj. praksom da se kardinali izbornici do izbora zaključavaju u zgradu u kojoj se provodi izbor.
Tijekom raznih pontifikata u povijesti Crkve, bilo je u izboru pape nekoliko promjena pravila izbora. Međutim, posljednje veće promjene donio je papa Ivan Pavao II. U važećoj Konstituciji Universi dominici gregis iz 1996. godine pravo izbora pape pripada Kardinalskom zboru, izuzimajući one kardinale koji na dan smrti pape navršavaju 80. godinu. Najveći broj kardinala izbornika ne smije preći 120. Izričito je zabranjeno biranje pape od nekog drugog crkvenog dostojanstva, laika, članova općeg sabora ili biskupske sinode. Nikoga od kardinala ne može se isključiti iz izbora. Kardinali koji su se odrekli kardinalskog dostojanstva ili koji su kanonski uklonjeni, nemaju izborno pravo niti pravo izbora. Svi kardinali izbornici dužni su sudjelovati na izboru, što se objašnjava obećanjem poslušnosti. Kardinale izbornike saziva dekan Kardinalskog zbora. Samo bolest ili neka druga teška zapreka koju prihvati Kardinalski zbor može se prihvatiti kao oprost za nesudjelovanje u izboru pape. Prema toj konstituciji poslije 30. kruga, ako i dalje ne bi postojala dvotrećinska većina, dovoljna je bila samo natpolovična većina za izbor pape. Međutim, ovu je odredbu ukinuo papa Benedikt XVI. 2007. godine.
Konklave su zatvorene za druge, a svi kardinali izbornici od početka konklave do imenovanja novog pape smješteni su u Domu Svete Marte (Domus Sanctae Marthae. Sam čin glasovanja isključivo se obavlja u Sikstinskoj kapeli, koja se nalazi pod vlašću kardinala komornika. Kardinalima izbornicima pridružuju se i druge osobe koje im pomažu:
- tajnik Zbora kardinala,
- ravnatelj papinskih liturgijskih slavlja s dvojicom ceremonijara,
- dva redovnika dodijeljena papinskoj sakristiji,
- klerik kojega je izabrao dekan Kardinalskog zbora i koji mu pomaže u službi,
- nekoliko redovnika različitih jezika za slavlje sakramenata pokore,
- dva liječnika i
- određeni broj osoba zaduženih za posluživanje.

Svi oni moraju položiti prisegu čuvanja tajne o podatcima s kojima su upoznati.

## Smrt i čin izbora pape
Papina se smrt potvrđuje tako što dekan Kardinalskog zbora, koji ujedno ima ulogu i prijelaznog pape, tri puta zlatnim čekićem udari glavu preminulog pape pozivajući ga njegovim krsnim imenom. Liječnik može, ali i ne mora prije toga utvrditi smrt. Onda dekan skida Ribarov prsten s desne ruke i lomi ga u dva dijela u prisutnosti kardinala. Žig pokojnog pape se uništava, čime se sprječava moguća zlouporaba, a papinska se rezidencija zatvara i pečati žigom. Tijelo pape se u vremenu od četvrtog do šestog dana nakon smrti, stavlja u kriptu Bazilike sv. Petra. Jedini službenik koji zadržava svoju službu od smrti pape do izbora novoga jest kardinal kamerlengo.
Nakon obreda pokopa i nakon što je sve na općim i posebnim sjednicama kardinala pripravljeno za konklavu, kardinali izbornici skupit će se, na određeni dan, ne prije 14., a ni nakon 20. dana nakon smrti, ako je moguće u jutarnji sat, u Bazilici sv. Petra na euharistijskom slavlju. Istoga dana poslijepodne, u određeni sat, kardinali izbornici skupljaju se u Kapeli sv. Pavla u Apostolskoj palači iz koje će poći, u svečanoj procesiji, do Sikstinske kapele. Kad kardinali izbornici dođu u kapelu, u nazočnosti svih onih koji čine svečanu procesiju, moraju dati prisegu da će čuvati sve što je određeno Konstitucijom. Prisegu tada glasno čita kardinal dekan, a na kraju svaki od kardinala izbornika, dodirujući Evanđelje, izgovara obrazac naznačen u Konstituciji. Nakon prisege svi članovi svečane procesije moraju napustiti Sikstinsku kapelu. U kapeli ostaje ravnatelj liturgijskih slavlja i svećenik kojeg su u pripremnoj fazi odredili održati meditaciju o zadaći što je kardinali izbornici imaju za opće dobro Crkve. Nakon održane meditacije izlaze i oni iz kapele, kardinali izbornici izgovaraju molitvu i slušaju kardinala dekana koji ih pita postoje li još neka pitanja koja treba razjasniti ili se može pristupiti izboru.
Važeća Konstitucija Universi dominici gregis iz 1996. godine, zabranjuje kupovanje ili obećanje glasova. Isključuje se također mogućnost potražba izvan konklave bilo kojeg subjekta. Svi kardinali moraju se suzdržati od pogodbi, dogovora, obećanja, obvezivanja bilo koje vrste, isto se tako zabranjuju sastanci sa željom izbora. Ipak se ne zabranjuje za vrijeme prazne Apostolske Stolice razmjena mišljenja oko izbora.
Jedini način izbora novog pape je pismenim tajnim glasovanjem. Prije se glasovanje obavljalo nagodbom ili glasnim odobravanjem, ali je to važećom Konstitucijom Universi dominici gregis iz 1996. godine ukinuto. Postoji izreka, koja je do izbora pape Benedikta XVI. i vrijedila: »Tko ulazi u konklavu kao papa, izlazi kao kardinal!«, jer nikada do sada pretpostavljene favorite nisu izabrali za papu. Za izbor novog pape potrebna je dvotrećinska većina. Glasovanje se obavlja u tri stupnja:
- Prvi stupanj glasovanja – priprema i podjela glasačkih listića i izbor među kardinalima izbornicima tri brojitelja (infirmara) i tri kontrolora. Glasački listić pravokutnog je oblika, na gornjoj polovini mora pisati: »Eligo in summum pontificem« (Za vrhovnog svećenika biram), a na donjoj polovici ostavljeno je mjesto za ime. Ime mora biti tajno i jasno napisano. Za vrijeme pisanja imena kardinali izbornici moraju biti sami u Sikstinskoj kapeli, a posljednji kardinal izbornik iz reda đakona morat će zatvoriti i otvoriti vrata svaki put kad bude potrebno.

- Drugi stupanj glasovanja - Glasački listići se stavljaju u glasačku kutiju i broje se. Svaki od kardinala izbornika, redom prvenstva, nakon što su napisali ime, presaviju listić, držeći ga vidljivo u ruci i nose ga na oltar. Kad dođe do oltara, izgovori obrazac prisege predviđen u Konstituciji za predaju glasačkog listića. Kardinal izbornik ostavi listić u kutiji, poklekne pred oltarom i vrati se na svoje mjesto. Ako je koji od kardinala izbornika bolestan i nalazi se u sobi Doma sv. Marte, tri kardinala »infirmara« idu k njemu s praznom kutijom da ostvari svoje pravo. Kada svi kardinali ostave listiće, prvi kardinal brojitelj promiješa više puta listiće, a treći kardinal brojitelj prebroji listiće. Ako broj listića ne odgovara broju izbornika, listiće treba spaliti i odmah ponoviti glasovanje; ako pak broj listića odgovara broju izbornika, slijedi otvaranje listića. Glasačke listiće otvaraju kardinali brojitelji. Kardinal brojitelj nakon što glasno pročita ime biranog probuši iglom listić na mjestu gdje se nalazi riječ »eligo« (biram), stavi na konac te sve poveže čvorom.

- Treći stupanj glasovanja - brojanje glasova, kontrola glasova i spaljivanje listića. Kardinali brojitelji imaju zadaću zbrajanja glasova. Ako nitko nije dobio dvije trećine glasova nema izbora, listići se spaljuju, a iz dimnjaka Sikstinske kapele kulja crni dim. Ako je netko dobio dvije trećine glasova ostvaren je valjani kanonski izbor. U oba slučaja, bilo da je rimski prvosvećenik izabran ili nije, kardinali kontrolori moraju provjeriti je li sve dobro učinjeno. Nakon kontrole, prije nego što kardinali izbornici napuste Sikstinsku kapelu, svi se listići moraju spaliti. Na kraju svakog glasovanja kardinal komornik napravit će zapisnik o glasovanju koji će biti predan novome rimskom prvosvećeniku, a čuvat će se zapečaćen u arhivu. Ako nakon tri dana nema rezultata izbora, dolazi do prekida glasovanja najviše na jedan dan koji je posvećen molitvi, sastancima, duhovnoj obnovi na kojoj nagovor drži prvi kardinal iz reda đakona. Ako nakon sljedećih sedam glasovanja nema rezultata, slijedi dan odmora, a nagovor drži prvi kardinal iz reda prezbitera. Ako i u trećoj seriji od sedam glasovanja nema rezultata, slijedi dan odmora, a nagovor drži prvi kardinal iz reda biskupa.

Kad osoba bude kanonski izabrana, dekan Kardinalskog zbora u ime cijelog izbornog zbora traži od izabranog pristanak riječima: »Prihvaćaš li kanonski izbor za vrhovnog svećenika?« Ako izabrani prihvaća, pita ga: »Kako želiš biti zvan?« Pape biraju sami svoje ime po ugledu na nekog papu iz prošlosti koji je po njima učinio neku dobru stvar. Tako je, primjerice, Benedikt XVI. izabrao svoje ime po uzoru na papu Benedikta XV. Prihvaćanjem izabrani postaje rimski prvosvećenik tj. Petrov nasljednik, pastir Opće Crkve, biskup Rimske Crkve, glava Biskupskog zbora te stječe opću, redovitu, vrhovnu, neovisnu, potpunu, neposrednu vlast u općoj Crkvi. Ako izabrani nije biskup, mora ga se zarediti što prije za biskupa. Poslije izbora novog pape iz Sikstinske kapele iz dimnjaka se pojavljuje bijeli dim što je oznaka da je papa izabran. Objava izbora novog pape se od Ivana Pavla II. označava i zvonima Bazilike sv. Petra. Prvi od kardinala iz reda đakona navijesti ime novoizabranog riječima na latinskom Annuntio vobis gaudium magnum! Habemus Papam! (na hrvatskom: Objavljujem vam veliku radost! Imamo papu!)
Do 1978. godine, nakon izbora pape, izvodila se procesija nošenja novoizabranog pape na počasnom prijestolu - nosiljci (sedia gestatoria) do Bazilike sv. Petra, gdje se obavljala krunidba tijarom i gdje bi papa izrekao svoj prvi blagoslov, poznati Urbi et Orbi (lat. gradu i svijetu). Nakon toga bi uslijedilo paljenje baklje koja bi zasjala i onda se naglo ugasila uz proglašavanje Sic transit gloria mundi (tako prolazi slava svijeta). Papa bi nakon toga trebao položiti prisegu, koju su posljednja trojica odbili.
Ustoličenje pape obavlja se u pravilu na prvu nedjelju nakon izbora. Benedikt XVI. izmijenio je i obred poslušnosti. Do sada su kardinali kleknuli pred novog papu i položili zakletvu vjernosti. Novi je papa na njihovo mjesto izabrao 12 osoba raznih staleža, kao 12 apostola. Među njima je po jedan svećenik, jedan bračni par, dvoje krizmanika, dvoje mladih. Svi su oni prisegnuli u ime čovječanstva vjernost Papi.

### Sestrinski projekti
|  | Zajednički poslužitelj ima još gradiva o temi Konklava |

### Mrežna sjedišta
- S. Babić, Konklave ili konklava kao normativno pitanje